# القمة العربية 1980 (عمان)
القمة العربية 1980 هي القمة العربية رقم 13 عقدت في عمان في 25 نوفمبر 1980، بحضور خمس عشرة دولة عربية، اختيرت العاصمة الأردنية عمان لاستضافتها بعد انتهاء القمة الـ12 التي عقدت في تونس عام 1979.
افتتح الملك الراحل الحسين بن طلال فعاليات مؤتمر القمة في المركز الثقافي الملكي في تمام الساعة الحادية عشر صباحا وبدأ خطابه قائلا: " السلاح العربي لا يوجه ضد أي بلد عربي، ولا يناصر العربي طرفًا آخر ضد شقيقه".
صدر عن المؤتمر بيان ختامي تضمن مجموعة من القرارات أهمها:
- عزم القادة العرب على إسقاط اتفاقيتي كامب ديفيد للسلام مع إسرائيل.
- التأكيد أن قرار مجلس الأمن رقم 242 لا يتفق مع الحقوق العربية، ولا يشكل أساسا صالحا لحل أزمة القضية الفلسطينية.
- الدعوة إلى وقف إطلاق النار بين العراق وإيران، وتأييد حقوق العراق المشروعة في أرضه ومياهه.
- إدانة الاعتداء الإسرائيلي على لبنان، ودعم وحدة وسلامة أراضي لبنان.
- إدانة استمرار حكومة واشنطن في تأييد إسرائيل وإلصاق صفة الإرهاب بمنظمة التحرير الفلسطينية.
- المصادقة على وثيقة إستراتيجية العمل الاقتصادي العربي المشترك حتى عام 2000.
- الموافقة على استمرار مقاطعة مصر.